# Gnathia vellosa
Gnathia vellosa är en kräftdjursart som beskrevs av Mueller 1988. Gnathia vellosa ingår i släktet Gnathia och familjen Gnathiidae. Inga underarter finns listade i Catalogue of Life.